# Superbąbel Wężownika
Superbąbel Wężownika – superbąbel znajdujący się w konstelacji Wężownika, położony ok. 23 tys. lat świetlnych od Ziemi, odkryty za pomocą GBT. Masa zgromadzonego gazu przekracza milion mas Słońca, a energia konieczna do jego wytworzenia była równa ok. 100 eksplozjom supernowych. Superbąbel położony jest 10 tys. lat świetlnych powyżej płaszczyzny galaktyki, a jego wiek szacowany jest na 30 mln lat.